# أهداف سويف
أهداف سويف (23 مارس 1950) هي أديبة مصرية، وروائية، ومحللة سياسية واجتماعية؛ تكتب بالإنكليزية، وتعيش بين القاهرة ولندن. سويف هي ابنة أستاذ علم النفس الدكتور مصطفى سويف، وأستاذة اللغة الإنكليزية فاطمة موسى، وخالة الناشط السياسي علاء عبد الفتاح. تخرجت سويف في كلية الآداب - جامعة القاهرة عام 1971 بقسم الأدب الإنكليزي، ونالت الدكتوراه عام 1978. من أحدث اصداراتها: «في مواجهة المدافع.. رحلة فلسطينية»، وهي مجموعة من المقالات الأدبية. ويشار إلى تلقيها الدكتوراه الفخرية من جامعتين بريطانيتين.
قامت سويف بالتدريس في كلية آداب جامعة القاهرة في بداية السبعينات، ثم سافرت إلى لندن للدراسة واستقرت هناك حيث تزوجت من الكاتب والأديب والشاعر الإنكليزي المعروف أيان هاملتون، وهو ناقد أدبي له مكانة مرموقة بين الأدباء الإنكليز. كانت أول مجموعة قصصية قصيرة صدرت لها العام 1983 وهي باللغة الإنكليزية بعنوان «عائشة»؛ ثم صدرت لها الرواية ذائعة الصيت «في عين شمس» العام 1992، التي تقع في «800» صفحة، واستقبلتها الأوساط الأدبية الغربية بحفاوة شديدة ما دفع ناشر الرواية البريطاني للقول عنها:«إنها رواية مهمة وشبه معجزة[ ؟ ]، إنها الرواية الإنكليزية العظمى عن مصر، وأنها الرواية المصرية العظمى عن انكلترا فهي تجمع بين عالم[ ؟ ]ين متناقضين[ ؟ ]». لدى سويف العديد من المؤلفات أهمها: «زينة الحياة[ ؟ ]»، مجموعة قصصية[ ؟ ]، وتعد أول كتبها الصادرة باللغة العربية؛ ثم «زمار الرمل» وهي مجموعة قصصية أيضًا ولكن بالإنكليزية؛ ثم روايتها «خارطة الحب»، التي تقع في 700 صفحة وترصد فيها بدايات الاستيطان اليهودي في أرض فلسطين، وقد رُشحت هذه الرواية لنيل جائزة «بوكر» الأدبية، وهي بمثابة جائزة «نوبل» للروائيين الناطقين بالإنكليزية. وبهذا تكون الدكتورة أهداف سويف هي أول كاتبة عربية يتم ترشيحها للجائزة التي يعد مجرد ورود اسم أي روائي في القائمة الصغيرة للمرشحين إليها كفيلًا بأن يدفع اسمه إلى كوكبة كبار الروائيين في العالم أجمع. ويشار إلى ترجمة أعمالها الأدبية لأغلب لغات العالم. وفي الوقت الحالي، تشغل سويف منصب رئيسة مركز إنجادجد إيفنتس بلندن منذ عام 2008 حتى الآن.

## مولدها ونشأتها

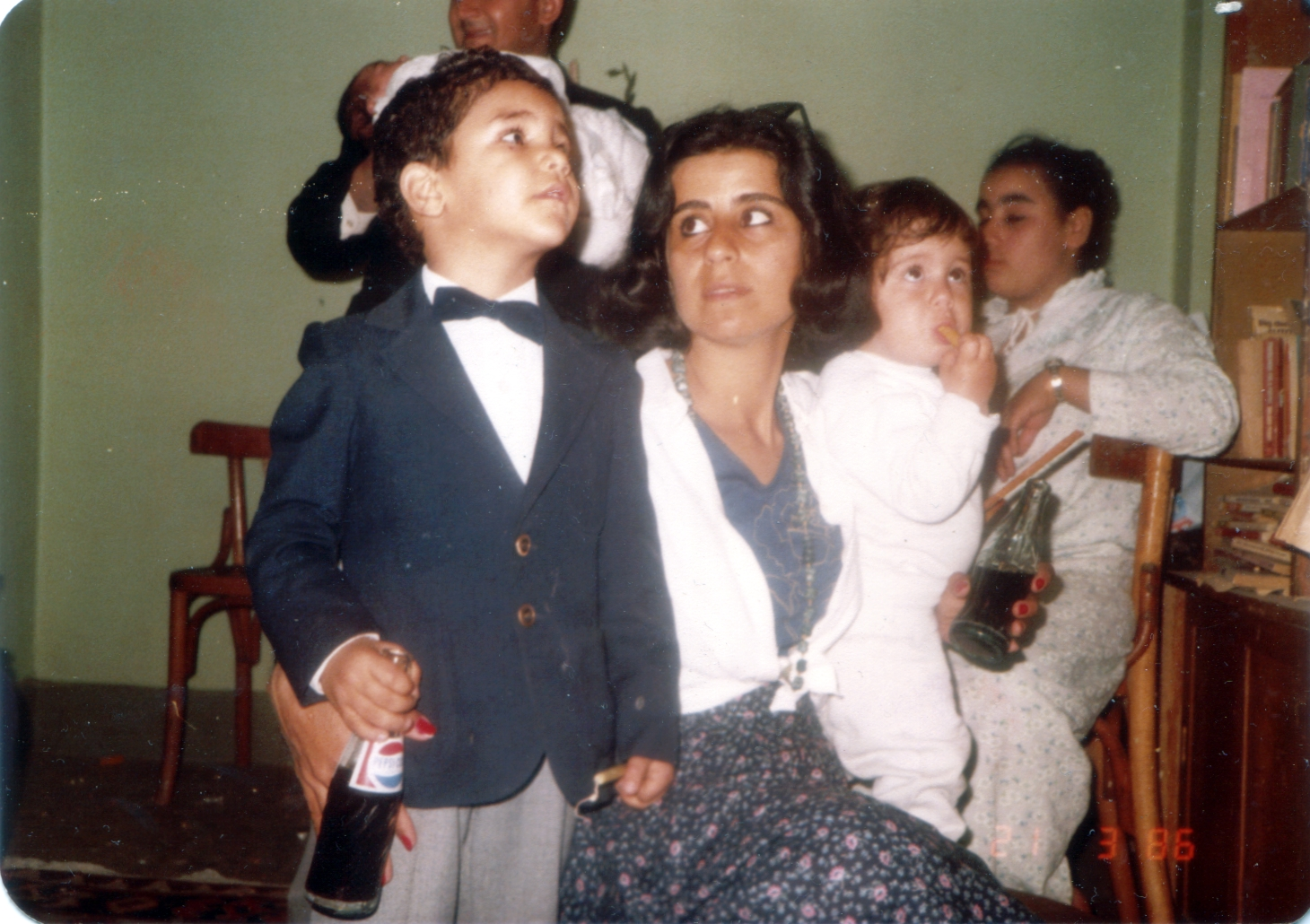
صورة لأهداف سويف مع بعض أطفال العائلة من بينهم ابن شقيقتها الناشط والمدون علاء عبد الفتاح

ولدت أهداف سويف في محافظة القاهرة عام 1950، وهي ابنة أستاذ علم النفس الدكتور مصطفى سويف، وأستاذة اللغة الإنكليزية فاطمة موسى

## تعليمها
قضت سويف حياتها قبل الجامعية في لندن مع والدتها أثناء قيامها بالسعي للحصول على شهادة الدكتوراه؛ فدرست سويف في مرحلة ما قبل الجامعة بمدارس القاهرة ولندن، ثم حصلت على ليسانس الآداب من قسم اللغة الإنجليزية بجامعة القاهرة سنة 1971. بعدها حصلت سويف على درجة الماجستير في اللغة الإنجليزية وآدابها من الجامعة الأمريكية بالقاهرة سنة 1973، ثم نالت منحة للسفر إلى إنجلترا ودرست في جامعة لانكستر لتحصل على درجة الدكتوراه في اللغويات سنة 1978، كان موضوع رسالتها للدكتوراه «التحليل السيميائي للصور الأدبية في الشعر الإنجليزي من 1550 إلى 1950». تخصصت سويف في: الكتابة الروائية، النقد الأدبي، الترجمة الأدبية، الكتابة غير الروائية، التعليق على الأحداث السياسية والثقافية. وتُجيد سويف اللغتين العربية والإنكليزية.

## الحياة الوظيفية

### كتابتها بالإنجليزية

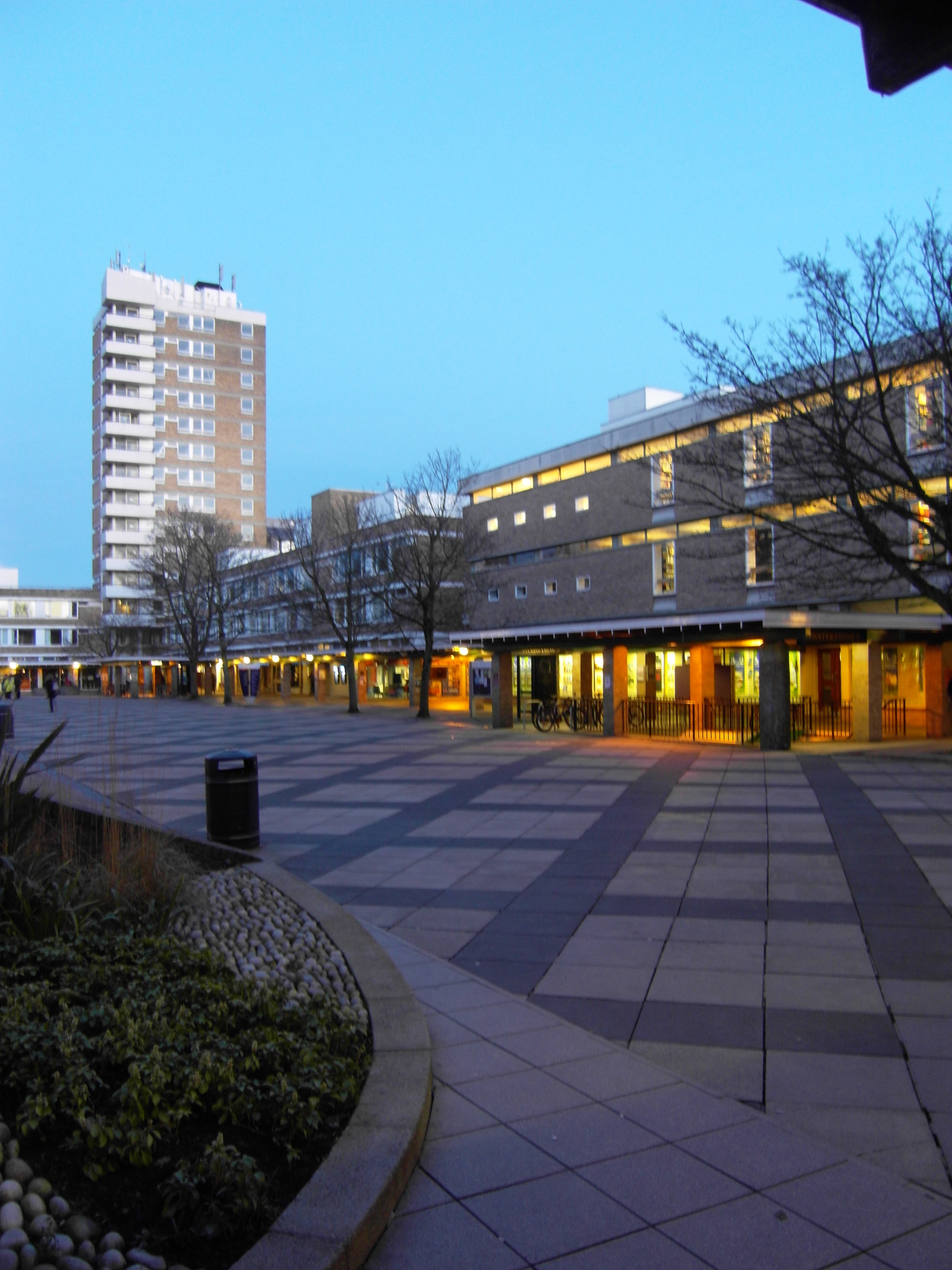
صورة من جامعة لانكستر حيث نالت سويف درجة الدكتوراه في اللغويات

عاشت أهداف سويف في إنجلترا في الفترة ما بين العام الرابع والعام الثامن من عمرها، حيث كانت والدتها تدرس للدكتوراه بجامعة لندن. درست أهداف سويف المرحلة الابتدائية في بريطانيا وتعلمت القراءة بالإنجليزية من سلسلة كتب الأطفال الشهيرة آنذاك «الأرنب الرمادي الصغير» (بالإنجليزية: Little Grey Rabbit)‏ لكاتبة الأطفال البريطانية أليسون أتلي (1884 ـ 1976) وغيرها من القصص المصورة الإنجليزية، ثم تعلمت العربية عندما عادت إلى مصر، ولكنها ظلت ـ على حد قولها ـ تفضل القراءة بالإنجليزية، خاصة أن كتب الطفل العربي لم تكن متطورة بعد.
بدأت سويف تقرأ الأدب العربي الحديث، ممثلاً في كتابات فتحي غانم ونجيب محفوظ، إلا أنها ظلت غير قادرة على قراءة الأدب القديم كالشعر الجاهلي؛ ولكونها درست الأدب الإنجليزي، فقد تابعت الكتابة بالإنجليزية.
تكتب سويف أعمالها الأدبية بالإنجليزية بشكل أساسي، وهي ذات اللغة التي تنشر بها مقالاتها في الغارديان (منذ سنة 2000) والأهرام ويكلي ولندن ريفيو أوف بوكس وغيرها، ويشار إلى أن اللغة الإنجليزية لا تحول بينها وبين الالتزام في كتاباتها بثقافتها العربية والمصرية. وتشير رضوى عاشور إلى أن سويف تكتب المعاني العربية باللغة الإنجليزية دون أن تشوهها.
في هذا الصدد تقول أهداف سويف في رد لها على سؤال حول ما إذا كانت تفكر باللغة العربية أم بالإنجليزية وهي تكتب شخصياتها الروائية: «أعتقد أنني أكون مشغولة أكثر بالكتابة من انشغالي في تتبع اللغة التي أفكر فيها في هذه الأثناء، لا أعرف هل أفكر في شخصيات روايتي بالعربية أم بالإنجليزية»، وتضيف في مناسبة أخرى: «لم أكن أتوقع أنني سأكتب بالإنجليزية، لكني اكتشفت أن لغتي العربية لا تصلح للأدب»، ثم تقول: «لا أحس أني عدت إلى بيتي إلا عندما أعود إلى مصر، إلا أن الإنجليزية هي بيتي اللغوي». وتختصر سويف استخدامها للغتين بقولها: "وباختصار، فإنني أكتب أدب الخيال بالإنجليزية، والنص الواقعي[ ؟ ] بالعربية".

### كتاباتها وترجماتها الأدبية
أصدرت أهداف سويف مجموعتها القصصية الأولى بالإنجليزية سنة 1983 وروايتها الأولى بالإنجليزية سنة 1992، كما ترجمت سويف إلى الإنجليزية «رأيت رام الله» لمريد البرغوثي، مع مقدمة بقلم إدوارد سعيد سنة 2005.
اضطلعت الدكتورة فاطمة موسى ـ والدة أهداف سويف ـ بترجمة بعض أعمال ابنتها، ومنها مجموعتها القصصية «زمار الرمل» وروايتها «خارطة الحب»، بينما لم تترجم روايتها الأولى «في عين الشمس» (1992) ربما لاحتوائها على «كلام صريح» عن الجنس[ ؟ ].

#### الأعمال القصصية والروائية
- عائشة (بالإنجليزية: Aisha) ـ (مجموعة قصصية، دار جوناثان كيب 1983، أعادت دار بلومزبيري نشرها سنة 2000[19]): وصلت إلى القائمة القصيرة لجائزة الغارديان الأدبية في عام نشرها.[17]
- في عين الشمس (بالإنجليزية: In the Eye of the Sun) ـ (رواية، 1992): تقع الرواية في حوالي 800 صفحة، وقد قال عنها ناشرها البريطاني: «إنها رواية مهمة وشبه معجزة، إنها الرواية الإنجليزية العظمى عن مصر، وفي الوقت نفسه الرواية المصرية العظمى عن إنجلترا؛ فهي تجمع بين عالمين متناقضين»[20]، لكن الرواية ـ رغم ذلك ـ لم تترجم إلى العربية نظرًا لطولها الشديد.[21] وذكرت سويف في موضع آخر بأن السبب وراء عدم ترجمة الرواية هو ما تحتويه من كلام صريح عن الجنس.[22]
- زمار الرمل (بالإنجليزية: Sandpiper) ـ (مجموعة قصصية، 1996)
- زينة الحياة وقصص أخرى (مجموعة قصصية صدرت بالعربية عن دار الهلال، 1998): تضم 8 قصص قصيرة مترجمة عن الإنجليزية هي «زينة الحياة» و«ميلودي» و«شي ميلو» و«تحت التمرين» و«السخان» و«المولد» و«عودة» و«أذكرك».[23]
- خارطة الحب (بالإنجليزية: The Map of Love) ـ (رواية، 1999): وصلت إلى القائمة القصيرة لجائزة البوكر.[24] استقبلت باحتفاء نقدى كبير وكتب عنها عدد كبير من النقاد، كما نشرت عنها قراءات في صحف عالمية منها التايمز[ ؟ ] والديلي نيوز ونيويورك تايمز[15] وترجمت إلى 21 لغة وبيع منها أكثر من مليون نسخة، وكانت طبعتها العربية بترجمة الدكتورة فاطمة موسى والدة أهداف، وأصدرتها عن دار الشروق.[15]

تقول سويف عن فترة كتابتها لهذه الرواية «استغرقت في كتابة روايتي» خارطة الحب«أربع سنوات، ومع عزمي على إنجازها وفق معايير عالية متقنة، ذهبت في مصر إلى أرشيف الأهرام والمقتطف، وكنت أقرأ الإعلانات فأتعرف إلى الذي كانت تشتريه المرأة آنذاك، وأطلع على تفاصيل الحياة اليومية لتلك الفترة.... وأيضا استعنت بكتب المذكرات في العالم العربي والغربي حول تلك الفترة التي شهدت بداية الهجوم على فلسطين العام 1905».
- جُمعت قصص مختارة من مجموعتيها «عائشة» و«زمار الرمل» في مجموعتين هما «أذكرك» (بالإنجليزية: I Think Of You) التي نشرت سنة 2007، و«قصص عن أنفسنا» (بالإنجليزية: Stories Of Ourselves) التي نشرت سنة 2010.
- القاهرة: مدينتي.. ثورتنا (بالإنجليزية: Cairo: My City, Our Revolution)‏: قيد النشر.[25]

#### المقالات
- في مواجهة المدافع (مقالات سياسية): رحلة قامت بها الكاتبة إلى فلسطين لتكون شاهد عيان على المواجهات الفلسطينية الإسرائيلية. ضُمت فيما بعد إلى مقالات كتاب «البين بين» الذي صدر سنة 2004.

تقول سويف: «حين قررت الذهاب، قررته صراحة كي أستغل وجود منبر غربي أنقل منه صوت الشارع الفلسطيني للقارئ وللرأي العام الغربي، وقد طلبت الجريدة مني عدد 3 آلاف كلمة وقررت أن أكتب الموضوع في شكل مذكرات شخصية، وبدأت منذ أول ليلة أسجل في المساء كل ما رأيته وما سمعته أثناء النهار، ووصلت إلى الثانية صباحا ولم انته، وتكرر ذلك كل يوم من الأيام الستة التي قضيتها في فلسطين، عدت إلى لندن وقد كتبت 14 ألف كلمة، ولم أسجل كل ما رأيت، وبدأت أحاول إعداد المقال فتعذر على اختصار ما كتبت، كنت أريد أن أنقل للقارئ بالضبط ماذا تعني الحياة تحت الاحتلال، وكنت أريد أن أنقل أصوات ومشاعر من قابلت من الفلسطينيين، وذلك يحتاج إلى تفاصيل وإلى عدد كبير من الكلمات، وبعد أيام من محاولات الاختصار واجهت المحرر المسؤول بالمشكلة فطلب قراءة ما كتبت، وحين قرأه رأى بالفعل استحالة اختصاره، وعاد إلى رئيس التحرير، وقررت الجريدة نشر المقال على حلقتين على أن تنشر في الحلقة الأولى 6 آلاف كلمة، والثانية 4 آلاف».
- البين بين: شذرات من الأرض المشاع (بالإنجليزية: Mezzaterra: Fragments from the Common Ground) ـ (مجموعة مقالات، 2004): تضم 38 مقالاً كُتب أقدمها سنة 1981.[27]

كما كتبت أهداف سويف مقدمة لكتاب «التعليم تحت الاحتلال» الذي صدر سنة 2006 للكاتب «نك كينج». ومقدمة مذكرات الكاتب الفرنسي جان جينيه المعنونة «سجين الحب»، والتي نشرت بعد وفاة جينيه.

#### الترجمة إلى الإنجليزية
ترجمت سويف العديد من الأعمال الأدبية أشهرها رواية «رأيت رام الله» (بالإنجليزية: I Saw Ramallah)‏ لمريد البرغوثي (2005). وتقول سويف عن تجربتها مع ترجمة هذا الكتاب: "بعد عدة محاولات غير مثمرة، وجدت أن الإفراط في التعمد يفرز نصاً مثقلاً، وهكذا فقد وجدت نفسي أهمس بالنص الإنجليزي وأنا أقرأه باللغة العربية، وهكذا فقد واتتني فكرة ترجمته مباشرة مسجلاً عبر جهاز تسجيل. وقد حرصت على الحفاظ على فورية النص العربي وطزاجته، وقد منحني هذا الأسلوب كذلك انغماساً تاماً في العمل، حيث أبقيت ناظريَّ على الكلمات المرتسمة أمامي في الصفحة وهمست بمعناها قبالة جهاز التسجيل فيما أنا عاكفة على القراءة باللغة العربية. وقد قمت ـ بالطبع ـ بتحرير النص مرتين عقب تفريغ الشريط المسجل، ولكنني أبقيت النص الإنجليزي في حالة تطابق مع التضاريس الخارجية للنص العربي، من حيث أزمنة الأفعال على سبيل المثال، وبؤرة الجملة وترتيب الكلمات بقدر الإمكان. وقد كانت هناك أشياء غيرتها، ويشرفني أن مريد البرغوثي هو صديق[ ؟ ] شخصي لي، وهكذا فقد كان بمقدوري كلما عنت لي مشكلة في الترجمة أن أطرحها عليه، وقد كان مفيداً في هذا الصدد إلى حد بعيد".
- «في الليلة الأكثر عمقاً» (بالإنجليزية: In Deepest Night)‏ ـ (1998): مسرحية لمجموعة «الورشة» المسرحية قدمت على مسرح مركز كنيدي الثقافي بواشنطن.[30]

## الجوائز الأدبية

### جائزة محمود درويش
في عام 2010، تم منح جائزة شاعر فلسطين الراحل «محمود درويش» مناصفة بين الكاتبة المصرية «أهداف سويف» والكاتب الجنوب أفريقي «برايتن برايتنباخ».
وقال «ياسر عبد ربه» رئيس «مؤسسة محمود درويش»، التي تأسست بعد وفاة الشاعر، أن لجنة جائزة «محمود درويش» للثقافة والإبداع «تقرر منح جائزة «محمود درويش» لهذا العام إلى شخصيتين ثقافيتين مرموقتين عربياً وعالمياً.. الأولى كانت الكاتبة «أهداف سويف» والتي تميزت بأعمالها الإبداعية التي اهتمت بالدفاع عن قضية الشعب الفلسطيني وإبراز هذه القضية على نطاق دولي واسع.»
وأضاف قائلاً، إن إعلاننا عن هذه الجائزة لهذا العام وعن منح هذه الجائزة إلى «برايتين برايتنباخ» و«أهداف سويف» هو تعبير عن البعد الإنساني العميق الذي جسده «محمود درويش» عبر أعماله ومسيرة حياته الإبداعية بأكملها.. «محمود درويش» كان صوتنا وكان صوت الإرادة الإنسانية عند كل المبدعين والمدافعين عن حرية الإنسان وحرية الشعوب في عالمنا الأوسع."

### جوائز أخرى

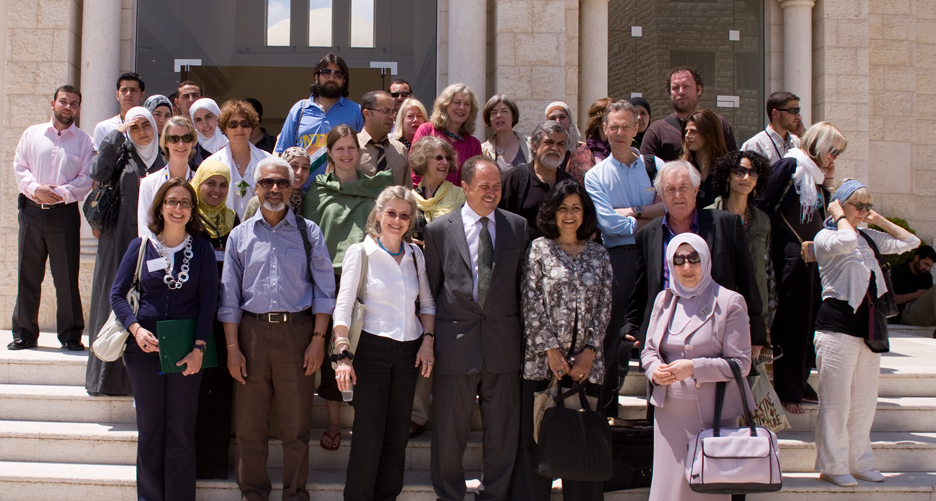
أهداف سويف باحتفالية فلسطين بجامعة الخليل، 2009

- جائزة أفضل مجموعة قصصية من معرض القاهرة الدولي للكتاب عن مجموعتها القصصية «زمار الرمل» (1996).[17]

كما وصلت إلى القائمة القصيرة لكل من:
- جائزة بوكر الأدبية (رواية «خارطة الحب») سنة 1999[17][34]
- جائزة الغارديان الأدبية (مجموعة «عائشة») سنة 1983[17]

فازت سويف بزمالة مؤسسة لانان للأدب سنة 2002، كما اختيرت ـ في استفتاء أجرته صحيفتا الغارديان والأوبزرفر في سبتمبر 2011 ـ واحدة من بين الكُتّأب المائة الأكثر تأثيراً في بريطانيا.
كما حصلت على درجة الدكتوراه الفخرية في الأدب من كل من:
- جامعة إكستر (2008)
- جامعة لندن متروبوليتان (2004)
- جامعة لانكستر (2004)[9]
- جائزة كفافيس في الأدب.[37]
- جائزة الأميرة مارغريت من مؤسسة الثقافة الأوربية للعام 2019.[38]

## المراكز والعضويات الشرفية

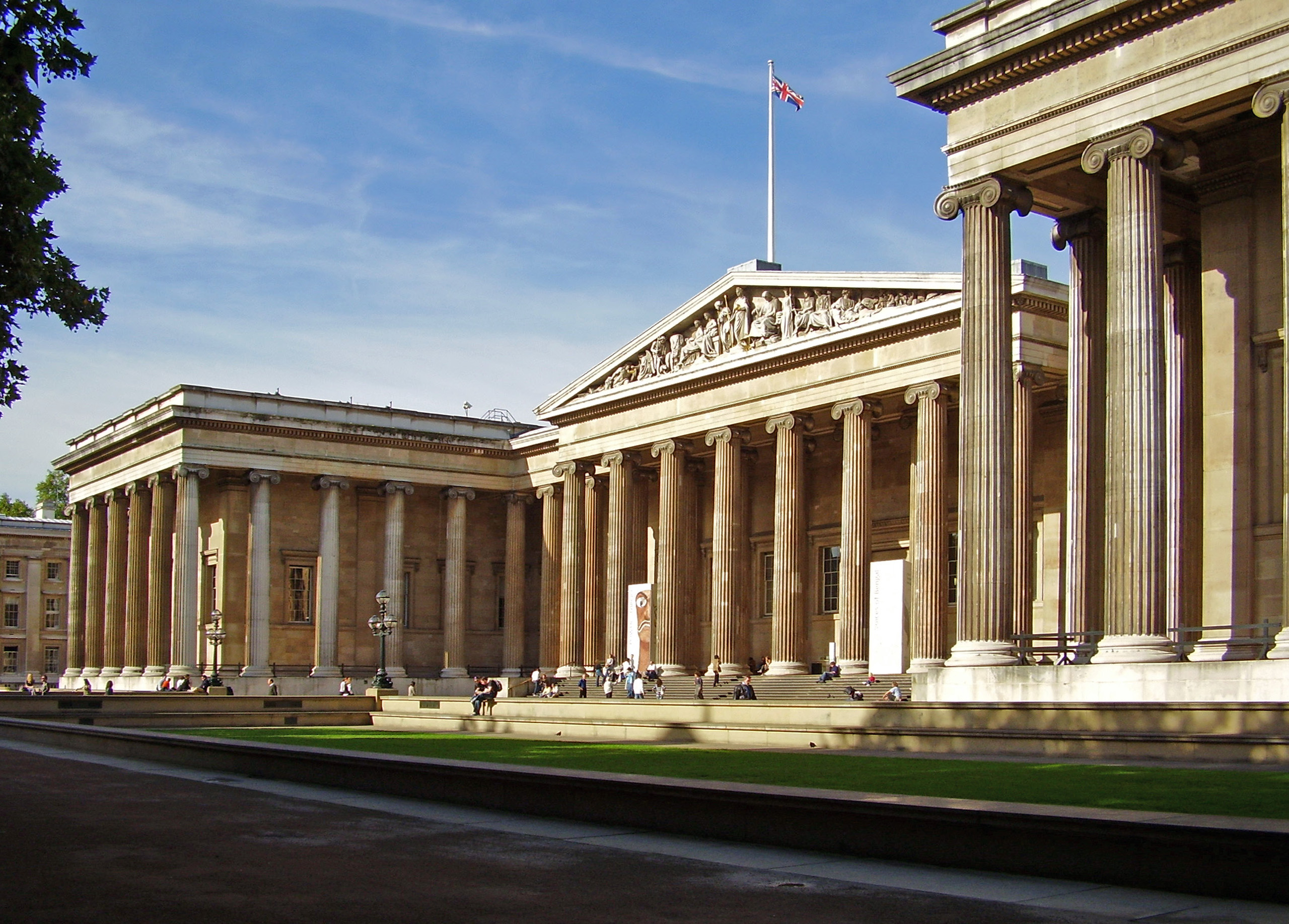
المتحف البريطاني

- عضو مؤسس ورئيس لجمعية الأحداث الملتحمة (المملكة المتحدة)[15][19]
- زميل الجمعية الملكية للأدب (المملكة المتحدة)[19]
- عضو مجلس جائزة كين للأدب الإفريقي[7][19]
- عضو بمنظمة العفو الدولية (المملكة المتحدة)[19]
- عضو اتحاد كتاب مصر (مصر)[19]
- مشرفة حملة الوحدة الفلسطينية -المملكة المتحدة[7]
- عضوة مجلس أمناء المتحف البريطاني[7]
- عضوة مجلس أمناء الجائزة العالمية للرواية العربية[7]

## نضالها السياسي

### أهداف سويف والسياسة
تعد سويف واحدة من المهتمين بالقضية الفلسطينية الذين يشغلهم نقل وجهة النظر العربية تجاه هذه القضية إلى الغربيين. وقد كونت في بريطانيا سنة 2007 ـ مع مجموعة من المهتمين بحقوق الإنسان ـ جمعية أطلقوا عليها اسم «جمعية الأحداث الملتحمة» (بالإنجليزية: Engaged Events)، لتقوم بأنشطة ثقافية مختلفة في فلسطين، ووضعوا بعض الاعتبارات في اختيار الأشخاص الذين تتم دعوتهم للمشاركة في هذه الأنشطة، وكان من ضمن هذه الاعتبارات أن يكون الضيف كاتبًا أو صحفيًا كبيرًا، يكتب بالإنجليزية في صحف عالمية[ ؟ ]، وأن يكون من غير المتضامنين مع القضية الفلسطينية، في محاولة لتغيير أفكارهم، حيث أن المتضامنين لا يحتاجون إلى ما يوضح لهم الصورة.
وفى سنة 2000 طلبت صحيفة الغارديان البريطانية من أهداف سويف أن تسافر إلى فلسطين وتكتب ما تراه في عدة مقالات، وقد ذهبت بالفعل وأجرت مقابلات مع مواطنين فلسطينيين، وبعض الشخصيات الثقافية الفلسطينية المعروفة التي تعيش خارج فلسطين مثل الشاعر مريد البرغوثي وزوجته الكاتبة الدكتورة رضوى عاشور؛ والمفكر إدوارد سعيد، في حين لم تتعامل سويف في هذه الزيارات مع الإسرائيليين إلا أثناء المرور من الحدود فقط، وجمعت سويف هذه المقالات في كتاب بعنوان «في مواجهة المدافع» التي صدرت طبعته العربية عن دار الشروق المصرية.
وفي سنة 2008 شاركت سويف في افتتاح احتفالية فلسطين للأدب، وهي الاحتفالية التي تولت رئاسة مجلس أمنائها وصارت ضيفاً سنوياً من ضيوفها.
ولم تبتعد سويف عن القضايا المصرية؛ فقد كان لها حضورها في ميدان التحرير إبان ثورة 25 يناير، التي بدأت أثناء حضور سويف لمهرجان أدبي في مدينة جايبور بالهند، غير أنها سرعان ما عادت إلى القاهرة يوم 27 يناير، لتشارك في مظاهرات جمعة الغضب في اليوم التالي.

## أفكارها

### المجلس العسكري
في نوفمبر من العام 2011، طالبت الكاتبه المصرية أهداف سويف في مقال لها بصحيفة «الغارديان» البريطانية، المجلس العسكري المصري بالتنحي وتسليم السلطة لحكومة إنقاذ وطني يقودها أحد المرشح[ ؟ ]ين المحتملين للرئاسة المصرية، واعتبرت سويف أن قرارت المجلس العسكري غير كافيه وانه دنس نفسه كثيراً عبر الأيام القليلة الماضية.
رأت سويف أن السبب وراء في انفجار المواجهات إلي ما يشبه حرب شاملة بميدان التحرير والشوارع المؤدية إليه بهذه السرعة، هو إحساس الناس بأن المجلس العسكري لا ينوي تسليم السلطة خاصة مع بقائه - بحسب خطته المقترحه لتسليم السلطة - في السلطة وقت كتابة الدستور وهو ما يثير المخاوف من احتمال تدخله فيه ممثلة علي ذلك بوثيقه المبادئ الدستورية المعروفة بوثيقة "السلمي" والتي تحوي في أحد بنودها بندًا ينص علي استقلال المؤسسة العسكرية بشئونها، وبند آخر ينص علي حق المؤسسة العسكرية في رفض الدستور الجديد أو حل لجنته التاسيسية.
وأضافت سويف بأن الجيش يرسخ نفسه في السلطة بينما يظهر نفسه كعدو للثورة، وأسهبت في الحديث قائلةً: "ربما هم لم يكونوا فقط قريبين من نظام مبارك، ولكن ربما كانوا في القلب من نظامه أيضًا. نحن لا نعرف بالضبط ولكن ما نعرفه هو أن أي خطوة إداريه أو تشريعية كانت تتخذ لحمايه الثورة أو تجلب العدالة الاجتماعية وتحفظ حقوق الإنسان بمصر كانت تُؤجل من قبل المجلس العسكري والدليل بحسب سويف محاكمته لأكثر من 152 ألف شابًا عسكرياً وقتل ما يزيد علي مائه.
كما دعت سويف الشعب بشكل حازم حتي يسلم المجلس السلطة الي حكومة إنقاذ وطني يرأسها أحد المرشحين المحتملين للرئاسة وتشرف تلك الوزارة علي الانتخابات، واعتبرت أن هذا هو المطلب الذي نزل المصريون إلي الشوارع من اجله مجدداً.

### جولة الإعادة في الانتخابات الرئاسية المصرية 2012

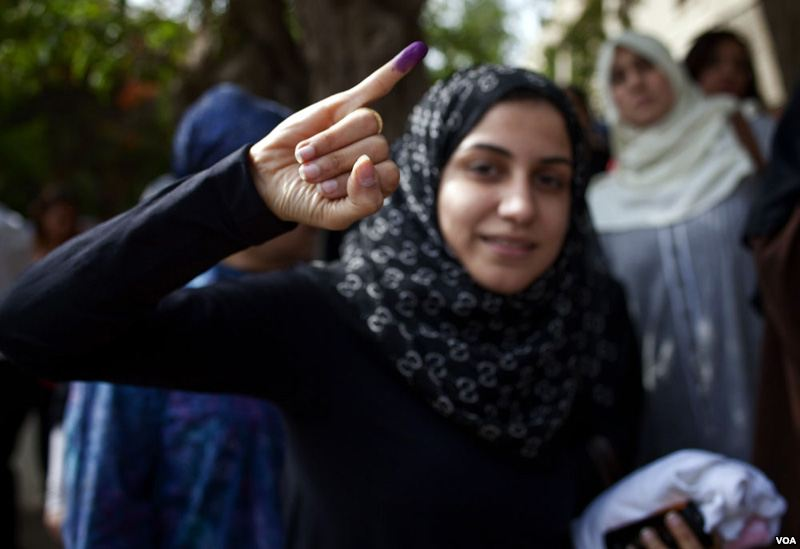
أحد المصوتات في الانتخابات الرئاسية المصرية 2012

استهلت سويف مقالها في صحيفة الغارديان بتاريخ 17 يونيو 2014 بعنوان «يسقط الرئيس القادم» قائلة: «أيا كان الرئيس الجديد في مصر، فإنه لن يكون الرئيس الذي يريده المصريون. إننا شعب تعداده 85 مليون شخص، 50 مليون منهم يحق لهم التصويت». وتتساءل سويف: «فكم منا صوت لهذا الرئيس؟».
وقالت سويف: «بينما أكتب، يبدو أن نسبة الإقبال على التصويت تبلغ نحو 15 في المئة. قارن ذلك بالإقبال الذي بلغ 80 في المئة في الاستفتاء على التعديلات الدستورية في مارس/آذار الماضي».
وأضافت سويف أن الموقف في مصر الآن هو كل ما رفضه المصريون وثاروا عليه في يناير/ كانون الثاني 2011، وأن «ما يأتي به المرشح الرئاسي أحمد شفيق والمجلس العسكري ليس الثورة».
وتقول سويف إنه في يوم السبت فقط وأثناء جولة الإعادة في انتخابات الرئاسة، اعتقل 35 ناشطًا من أعضاء حركة 6 أبريل، وتم توجيه تحذيرات لصحفيين أجانب بعدم إجراء لقاءات مع الناخبين[ ؟ ]، فيما اعتقلت امرأة تقوم بالترجمة لصحفي فنلندي، وقامت قوات الأمن بتفقد عدد من البلدات للسؤال عن العرب المقيمين فيها.
وأضافت سويف أنه في اليوم الأول للانتخابات جرى اعتقال 22 فلسطينيًا[ ؟ ] وأردنيًا[ ؟ ]، وسبعة ناشطين سوريين، وأصدرت وزارة الداخلية تحذيرات ممن قالت إنهم مسلحون فلسطينيون أرسلتهم حماس لشن هجمات إرهابية في مصر.
وذكرت سويف إنه في الوقت الحالي يعتقد الجيش والنظام القديم وحلفاؤهم الأجانب أنهم انتصروا في معركتهم في مصر، ويتحدثون عن أن الثورة انتهت؛ إذ تقول وزارة الداخلية إنها لن تسمح بأي احتجاجات فور الإعلان عن الرئيس الجديد.
وترى سويف أن "الثورة ستستمر لأنه لا النظام القديم، ولا الإسلاميين سينجحون في تحقيق مطالب الثورة، وهي عيش، حرية، عدالة اجتماعية.
وأضافت أنه لا النظام القديم ولا الإسلاميين يمثلون ما ضحى من أجله 1200 مصري قتلوا في الثورة بحياتهم، ولا يمثلون من فقدوا أبصارهم، أو شوهوا، للإطاحة بمبارك ونظامه.
وأكدت أن الشعب المصري دائمًا ما يفعل الصواب، حيث كانوا يخرجون بمئات الآلاف للتظاهر عندما كانت القضية قضيتهم، وكانوا يلتزمون منازلهم عندما يعلمون أن القضية مفتعلة.
وقالت سويف إن الشعب المصري شجاع، وقادر على تحمل الصدمات، ولا يعوزه الذكاء.
وتختتم سويف مقالها قائلة إن أحد الشعارات التي ذاعت في الآونة الأخيرة «يسقط الرئيس القادم»، فتدعو سويف قائلة «آمين».

### محمد مرسي

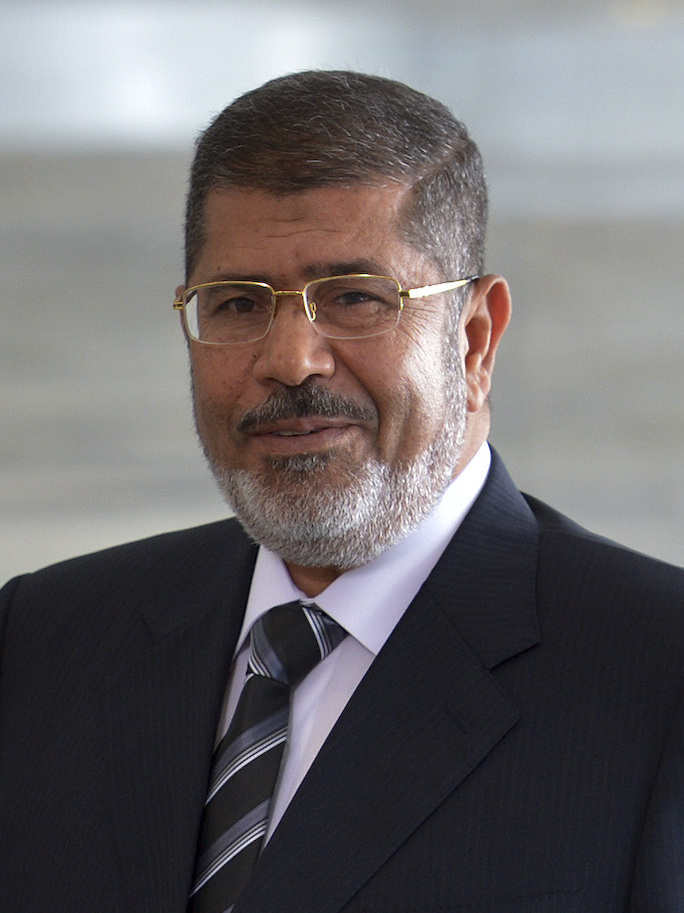
محمد مرسي، 2013

انتقدت أهداف سويف سياسات الرئيس محمد مرسي، واتهمته بخيانة آمال مصر، وقالت إنه بدلاً من أن يحقق المطالب الأساسية لثورة 25 يناير، التي تمثلت في «عيش، حرية، عدالة اجتماعية»، ساهمت قراراته على العكس في إراقة الدماء.
وقالت «سويف»، في مقال بصحيفة «الغارديان» البريطانية يوم 10 ديسمبر 2012، إن مرسي كان يحاول إرضاء عدد كبير للغاية من الأطراف، منهم جماعة الإخوان المسلمين، وقوى التيار الإسلامى، والولايات المتحدة، والثوار، بل حتى بعض أنصار الدولة العميقة.
وأضافت «سويف» أنه رغم وضوح مطالب الثورة، وهي تأمين الخبز والحرية والعدالة الاجتماعية، فإنه بالنسبة للحرية، فإن الرئيس رفض إعادة هيكلة أجهزة الأمن، كما أنه عين وزيراً للداخلية الرجل نفسه الذي كان رئيساً للأمن العام في عام 2011، الذي شهد مقتل العديد من الأبرياء.
أما فيما يتعلق بالاقتصاد، فتابعت «سويف»: «لقد أصبح واضحًا أن برنامج الإخوان هو نفس برنامج مبارك، فلقد زار الرئيس عدداً من الدول الأوروبية بصحبة كبار رجال الأعمال من حلفاء مبارك، كما اقترض من صندوق النقد الدولي»، متعجبةً من أن الرئيس قادر فحسب على إصدار إعلانات دستورية[ ؟ ] غريبة، بينما لا يستطيع تحديد الحدين الأدنى والأعلى للأجور.
وتابعت: «مرسي يسترضى القوى الإسلامية التي تريد أن ترى تغييرًا حقيقيا في الأيديولوجية الاقتصادية والممارسات الأمنية بأن يقول لهم في كل خطاب جماهيري إنه سيطهر المجتمع وسيحكم بشرع الله، رغم أنه يتبع في خطواته الاقتصادية والأمنية نهج الدولة العميقة والنظام السابق».
ورأت «سويف» أن الرئيس يهرب من وفائه بوعود تحقيق الحرية والعدالة الاجتماعية بمنح نفسه صلاحيات استثنائية للضغط من أجل إجراء الاستفتاء على دستور معيب للغاية، وحتى بعد تخليه عن صلاحياته فهو لايزال يدفع في طريق الاستفتاء، قائلة إنه كان لدى مرسى فرصة لتوحيد البلاد إذا ما أعلن إمكانية العودة للعمل بدستور 1971 بشكل مؤقت لحين المرور من الفترة الانتقالية، إلا أنه فضل أن يرى المصريين يقتلون بعضهم في الشوارع على أن ينحي سياسته الحزبية جانبا.
وتعليقًا على مسألة فقدان الرئيس شرعيته، أضافت «سويف» أن أغلبية مرسي الهشة كانت مستمدة في الأساس من فصائل الثورة، التي صوتت له من أجل إخراج الجيش والنظام القديم، بينما يخونهم الآن ويديه ملوثتين بدمائهم.

### رؤية لمسار الثورة في ذكراها الثالثة
في الذكرى الثالثة لثورة 25 يناير، نشرت صحيفة الغارديان مقالًا للكاتبة أهداف سويف أوردت فيه أنه بعد أيام قليلة متوترة من الذكرى الثالثة لثورتها، كانت مصر تصوت للمرة الخامسة بصناديق الاقتراع! هذه المرة خرج 38 ٪ من الناخبين من أجل الاستفتاء على الدستور الجديد، حيث صوت جميعهم تقريبا بنعم. وذكرت سويف غياب ل 31 مليون مصري - الذين تتراوح أعمارهم بين 18 الي 40 عامًا بشكل واضح من طوابير الانتظار لوضع علامة في الدائرة الزرقاء، مشيرة إلى أنهم يشكلون 60 ٪ من الناخبين[ ؟ ] ، ولكن يبدو أنها كانت نسبة أقل بكثير من نسبة المشاركة. كانت الحكومة المؤقتة والجنرال عبد الفتاح السيسي، «زعيمها غير الرسمي» مهتمة بما يكفي لمحاولة التحدث معهم من خلال دعوتهم إلى الحوار. لكن الشباب لا يريد التحدث، بل يريدون إدارة بلدهم وحياتهم بأنفسهم . وصفت سويف ما وذكرته إحدي المجموعات الشبابية الوضع قائلةً: «هؤلاء المسنين يختارون حياتهم علي حساب مستقبلنا». وأشار الشباب الي سبب عدم مشاركتهم في الاستفتاء قائلين: «لأننا جميعًا في السجن»، «لأننا نعد لثورة جديدة»، و«لأن دستوركم غارق في الدماء».
وأشارت سويف بأن البلاد تشهد استقطابًا شديدًا؛ حيث يوجد من جانب جنرالات الجيش، المؤسسة الأمنية، والحكومة المؤقتة، والبيروقراطية، والسلطة ووسطاء المال من نظام مبارك وحزبه، والإسلاميين الذين انشقوا بعيدا عن جماعة الإخوان، وتقريبا وسائل الإعلام بأكملها؛ مشيرة إلى أن كل هذا أمر «طبيعي»، وأن الشيء المحطم للمعنويات هو التحول الواضح في السياسة الليبرالية القديمة، النخبة القومية، والكتاب والفنانين والشخصيات الثقافية التي لها تاريخ في النضال ضد مبارك، الذين كانوا جزءا من الثورة في يناير، والذين يدعمون الآن الجنرالات بشكل لا لبس فيه – كانوا في السابق ضد الإخوان، والآن ضد الثورة نفسها.
وعلى الجانب الآخر، ترى سويف جماعة الاخوان المسلمين، وما تبقى من التحالف من أجل الشرعية التي لا تزال تحمل بعض الجماعات الإسلامية. وتشير سويف إلى أنه خلال عامها في السلطة، حاولت جماعة الإخوان[ ؟ ] التحالف مع جنرالات الجيش، المؤسسة الأمنية، والسلطة ووسطاء المال من نظام مبارك وحزبه، لكنهم فشلوا.
وتقول قام الشعب بالثورة في يناير 2011، ثم انتظروا أن تستولي على السلطة، ولكنها لم تفعل؛ بل استولي عليها المجلس الأعلى للقوات المسلحة، فطوال عام 2011، حاول الناس الاعتقاد بأن جنرالات المجلس العسكري كانوا يعملون لمصالحهم -ولكن علموا في نهاية المطاف أنهم كانوا يحاولون إعادة صنع نظام مبارك. وأجبروا المجلس العسكري على إجراء الانتخابات واختاروا حكومة الإخوان المسلمين. ولكن سرعان ما أدركوا أيضًا أن الإخوان يحاولون إعادة صنع نظام مبارك بغطاء ديني، فقرروا الخروج إلى الشوارع في يونيو الماضي للمطالبة بإجراء انتخابات رئاسية مبكرة، فأظهر الجنرالات التعاطف والمساعدة ورسمت الطائرات القلوب في السماء؛ فشعر الشعب بخيانة الإخوان، فقرروا الاحتماء في أحضان المجلس العسكري.

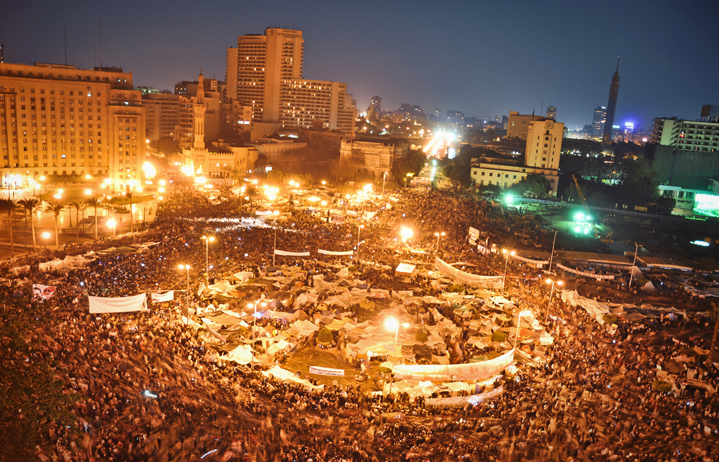
ميدان التحرير أثناء الثورة المصرية 2011

وتسهب سويف في مقالها قائلةً بأن الإخوان حاولوا كسب الشعب مرة أخرى بالقوة وقتل عدد منهم في اشتباكات في جميع أنحاء البلاد، وبالتالي لم يهتم الناس عندما قتل الجنرالات المئات من أنصار الإخوان في أغسطس. الآن، تقنعنا وسائل الإعلام ان الشعب متمسك وسعيد بالجيش والحكومة. بالتأكيد ينتظر الناس الاستقرار والتحسن في حياتهم اليومية التي وعدوا بها وسط ضجة هائلة في حملة ضخمة «للتصويت بنعم على الدستور».
وأشارت سويف إلى أنه بعيدًا عن هذين الجانبين، هناك الثوريين الذين يرفضون هذا الاستقطاب. وأضافت بأنه يمكن تبسيط فكر هؤلاء الشباب علي النحو التالي: مصر تحتاج الي إدارة تمتاز بالشفافية[ ؟ ] وتخضع للمساءلة، وينبغي أن تكون وسائل الإعلام حرة، ولا يمكن أن يكون المجلس العسكري دولة داخل الدولة، وصندوق الاقتراع هو عنصر واحد فقط في عملية الديمقراطية – ولا نمتلك أي عناصر اخري؛ مضيفة رفض الشعب حكومة الإخوان، ولكن فض اعتصام أنصارها في رابعة مجزرة[ ؟ ]، يجب أن يحاكم كل من شارك في قتل وتشويه المتظاهرين من كل فصيل على مدى السنوات الثلاث الماضية: الجيش والشرطة والإسلاميين لان أيديهم جميعا ملطخة بالدماء وأنه لن يتحقق الاستقرار دون العدالة الانتقالية والتحرك بشكل واضح في اتجاه العدالة الاجتماعية.
وأشارت بأن كلا الجانبين يحاولون استمالة هؤلاء الثوريين أو تدميرهم. وقالت يوصفون بأنهم «طابور خامس»، و«خلايا نائمة»، و"عملاء[ ؟ ] مأجورين من قوى العدو"، و«نشطاء يسعون للربح». تحاول الحكومة الانفتاح تجاههم في الوقت الذي تعتقلهم فيه بتهم كاذبة مثيرة للسخرية. يوبخهم الإخوان لعدم الانضمام لاحتجاجات الشوارع – متناسين أنه عندما كانوا في السلطة، كانوا يعذبون نفس هؤلاء الناس وقتلوا أصدقائهم لاحتجاجهم.
وتختتم الكاتبة المقال بوصف ما لاقاه ثلاثة من النشطاء هم: علاء عبد الفتاح، وشريف فرج، وأحمد مندور؛ من اعتقال وتعذيب، وتري أنهم محظوظون، فهناك آلاف غيرهم أموات. وتتسائل هل سنتعلم من أخطاء السنوات الثلاث الماضية؟ هل سنكون قادرين، في المرة القادمة، علي وضع مصر على طريق العدالة الاجتماعية التي لا يمكن أن يتحقق الاستقرار بدونها؟ أم تأقلمنا علي أن أية محاولة لن يكون هناك جدوي منها؟ وأن الجواب على تل الأسئلة له أهمية حقيقية.

### الشباب قادة الثورة والمؤسسة العسكرية

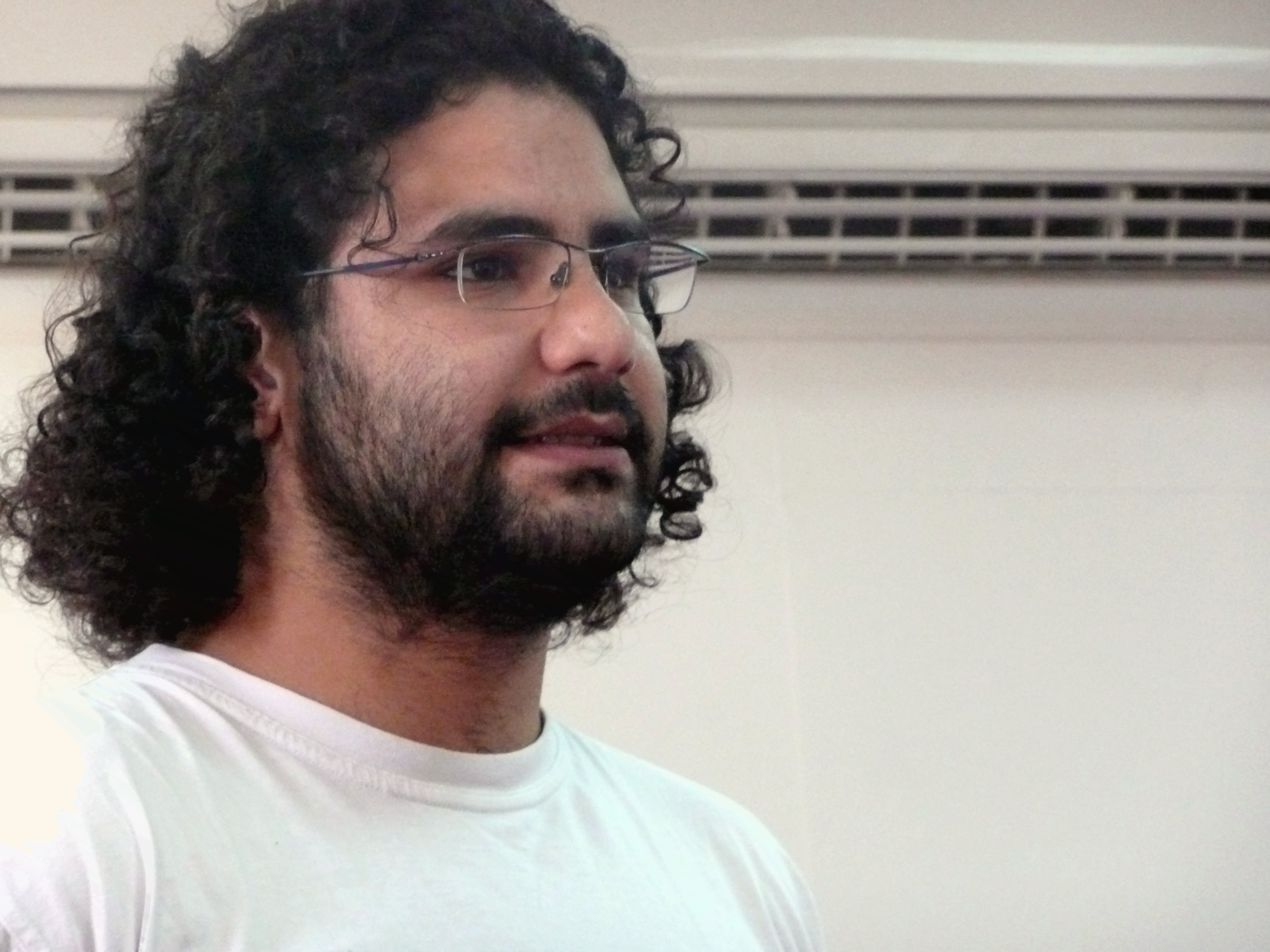
صورة الناشط السياسي علاء عبد الفتاح

في نوفمبر من العام 2011 بصحيفة الغارديان البريطانية، كتبت سويف مقالًا تقول فيه إن اعتقال الجيش الناشط علاء عبد الفتاح هو هجوم على روح الثورة المصرية التي يبدو أنها الآن أصبحت في مواجهة الشعب.
تقول سويف إن لم يكن للثورة المصرية قادة، لكن مع مرور الوقت برزت شخصيات تدافع عنها وتتحدث باسمها وتدفعها للأمام، وأحدهم الناشط علاء عبد الفتاح -ابن شقيقة سويف.
وعرضت الكاتبة بعض نشاطات عبد الفتاح، ومنها مشروعه لتشجيع الشعب على صياغة الدستور بدلا من النخب السياسية.
يقول عبد الفتاح: "ما جدوى الدستور إذا لم يشارك الشعب في صياغته؟ الاقتراحات التي ترد من تحالف النخبة كارثية، فهي تريد تنصيب المؤسسة العسكرية كوصي حام للطابع المدني للدولة[ ؟ ]، علمًا بأن تاريخ المؤسسة يشهد بطابعها القمعي".
ودخل علاء في مواجهة كبرى مع المؤسسة العسكرية بعد مهاجمة الجيش لمظاهرة سلمية لأقباط مصريين في التاسع من تشرين أول، حيث قتل خلال تلك المظاهرة صديقه مينا دانيال، كما تقول الكاتبة.
وتقول الكتابة إن علاء رفض أن تتولى محكمة عسكرية محاكمته، وتضيف أن استهداف علاء هو هجوم على روح الثورة، وهو ما دعا الناشطين للاحتجاج في مصر وفي 23 مدينة في أنحاء العالم، وإلى بدء والدة علاء، ليلى سويف، إضرابا عن الطعام.
وختمت سويف مقالها بالقول إن قوة ردود الفعل على انتهاك حقوق الإنسان واستهداف الشبان يشير إلى أن الثورة قد تشتعل مرة أخرى.
وفي عام 2014، نشرت صحيفة الغارديان مقالًا للكاتبة أهداف سويف أوردت فيه أنه يخيم علي القاهرة جوًا من الهدوء بعد الانتخابات الرئاسية واصفة الموقف بقولها: «يلوح بائعين بأعلامهم في إشارات المرور، يبيعون الأعلام بنصف السعر، ولكن لا أحد يتوقف. تعلو أصوات السيارات، ليس لديهم صبر، ويرفضون أن تفسح أية سيارة المجال لأخرى. ينبغي أن يكون أنصار سيسي سعداء، ولكن يبدو أنهم غاضبين، يوبخون المارة بدلًا من دعوتهم للمشاركة في الفرح».
وتقول: «مثل وحش الخيال العلمي ، يتفكك النظام القديم ليعود مرة أخرى من جديد»، ففي سنوات مبارك الأخيرة، عقد الرئيس التوازن والسلام بين أهله وأتباعهم الرأسماليين من جهة، والجيش من جهة أخرى. تخدم المؤسسة الأمنية الرئيس وأصدقائه، مع عدم ضياع الحب بينهم وبين الجيش. بينما تخلت الحكومة عن مسؤولياتها في التعليم والصحة والخدمات الاجتماعية. في حين اختار الإخوان المسلمين أن يعوضوا هذا النقص؛ إذ تم إنشاء شبكة خاصة بها ولكنها لم تكن قوية بما يكفي لتحدي الحكومة لعرقلة الصفقات على مقاعد في البرلمان وفرص كسب المال.
الآن تتحول لبنات البناء إلى ترتيب جديد. يحاول الجيش بناء الجسور مع المؤسسة الأمنية التي يحتاجون إليها لقمع المعارضة. لقد جعلوا أنفسهم القناة التي ستعبر من خلالها الأموال الخليجية إلى البلاد، وسوف يتم استخدامها لإنشاء شبكة من رجال الأعمال المقربين. وتقول أنه تم تصنيف جماعة الإخوان في يوليو الماضي بأنها منظمة إرهابية، ولكن من المحتمل أن تعود مرة أخرى كما كانت قديما لتلعب دور المعارضة.
و تتسائل الكاتبة هل نحن في وضع أسوأ مما كنا عليه قبل 25 يناير 2011؟ تقول سويف خسرنا، للأسف الشديد، الآلاف من الأشخاص الذين قتلوا وشوهوا، ويضيع عشرات الآلاف أعمارهم في السجن الظالم. من الصعب التنبؤ بالفترة المقبلة. ربما يأخذ الرئيس العظة من الانتخابات، ويعمل علي تحقيق التوازن بين مطالب الشعب مع مصالح مؤيديه. يمكن للناس الذين نزلوا التحرير ليلة الخميس -تقصد يوم عزل الرئيس المصري السابق محمد مرسي- للاحتفال هناك أن يتحولوا بسهولة. وقد أظهرت لنا الثورة تعفن النظام، وجلبت السخط على السطح. وقد عبر عن ذلك عن رغبة الشباب الشديدة في نظام مختلف، وتبين أن لديهم القدرة والطاقة والابتكار لإنشائه. لكن المجال فقط لا يتسع لهم للمحاولة.

### الشباب والسلطة المصرية
مع اليوم الذي عقدت فيه محكمة جنح مصر الجديدة أولى جلسات محاكمة 24 من نشطاء حقوق الإنسان لتنظيمهم احتجاجًا غير قانونيًا بتاريخ 29 يونيو 2014، اتهمت سويف السلطات المصرية بـ"تطهير المعارضة" و"شن حربا على الشباب". وأضافت سويف، في حوار لها مع لويزا لوفلوك، مراسلة صحيفة "الغارديان" البريطانية في القاهرة: “السلطات الحالية تحاول إعادة نفس الشعور الذي خلقه نظام الرئيس المخلوع حسني مبارك في نفوس الشباب المصريين؛ وهو أنهم لن يستطيعوا تغيير شيئا".
وتابعت سوبف: «يريدون أن يُبعدوا الشباب عن السياسة، من خلال بث في نفوسهم أن الاحتجاجات لن تجدي، لكن لا ينبغي على السلطات أن تتعامل بهذه الطريقة مع الشباب، فهذا هو مستقبلهم، ولابد أن يشكلوه بأيديهم».
وألمحت الصحيفة إلى أن النشطاء الشباب الذين قادوا الانتفاضة ضد الرئيس حسني مبارك عام 2011 يقبعوا الآن ضحية الحملة الأمنية التي أعقبت عزل الرئيس محمد مرسي في يوليو من العام 2013، والتي اُعتقل فيها – بحسب إحصائيات وزارة الداخلية - ما لا يقل عن 16 ألف شخص، فيما تقدر بعض الجماعات الحقوقية المستقلة اقتراب عدد المعتقلين من 36 ألف شخص.

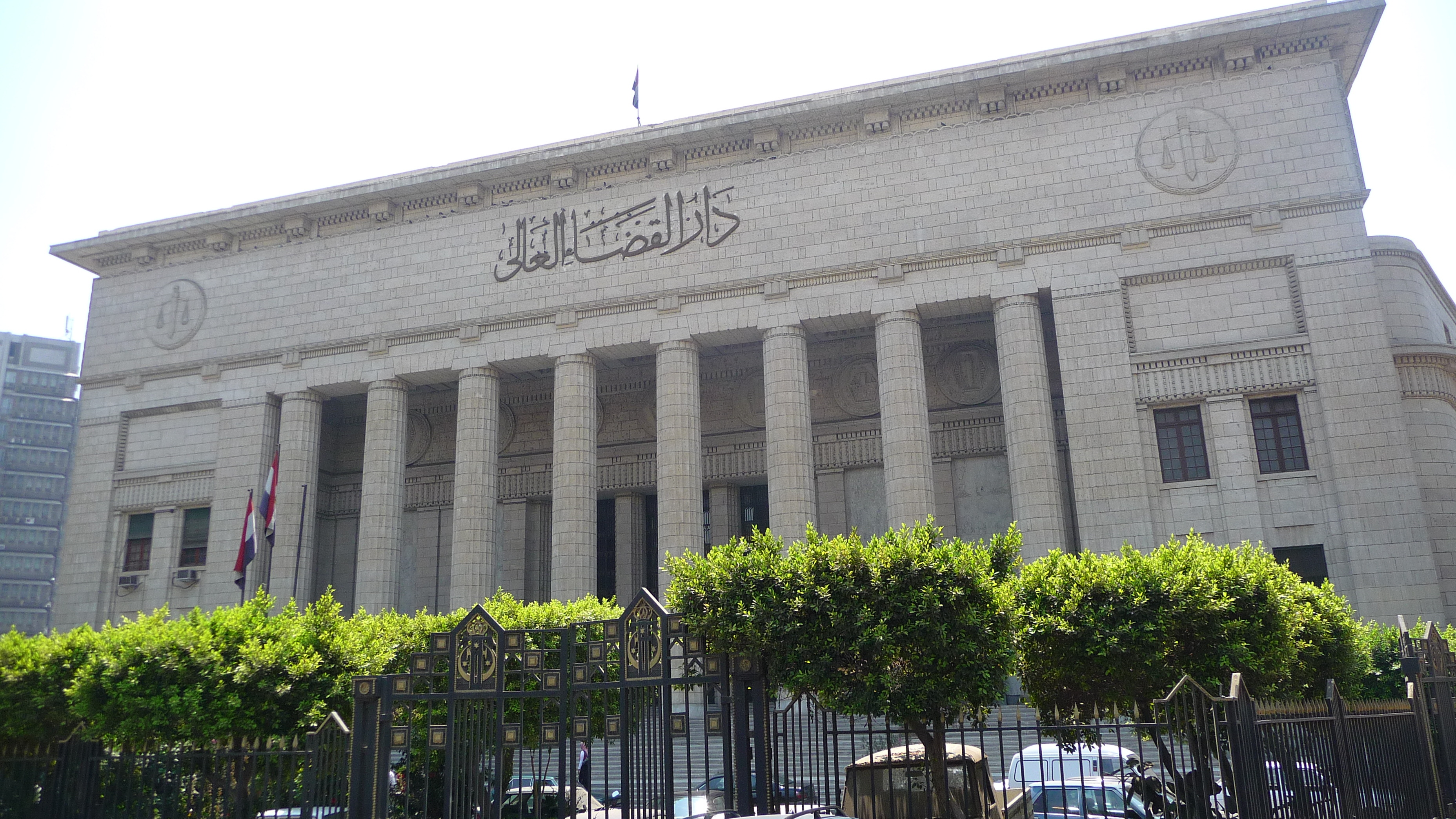
دار القضاء العالي

### القضاء المصري
وأثناء الحوار نفسه بجريدة الغارديان البريطانية، اتهمت سويف جماعات حقوق الإنسان والمحامين القضاء المصري بشن حملة ضد النشطاء الشباب في البلاد بموجة من أحكام السجن القاسية قائلةً: «إن الغطرسة والشعور بأنهم فوق القانون الذي كان واضحا في قاعة المحكمة أصبح شائعة جدًا في مصر اليوم حيث لا يوج المساءلة عن سوء السلوك.»

### قانون التظاهر
في 11 يونيو 2014، خلال المؤتمر الصحفي الذي أقامته مجموعة من القوى السياسية بساحة نقابة الصحفيين؛ لإدانة الحكم القضائي الصادر أول بالسجن لمدة خمسة عشر عاماً على خمسة وعشرين شابًا ممن شاركوا في الاحتجاج المعروف باسم "مظاهرة مجلس الشورى[ ؟ ]" في 26 نوفمبر، قالت الحقوقية أهداف سويف «إن قانون التظاهر في مصر يناقض جذريًا نص وروح الدستور الذي سعت السلطة الحالية لإقراره. هذا القانون شرّع بليل، ولم تشارك القوى والأحزاب السياسية في صياغته، وصدر في غياب أية سلطة تشريعية في البلاد – عن سلطة أتت إلى الحكم بقوة التظاهر الشعبي، كما نطالب بإلغاء هذا القانون الجائر والغير دستوري في الحال، ووضع قانون تتوافق عليه القوى السياسية، لا يحرم الشعب المصري من حقه في الاحتجاج عن طريق التظاهر والاعتصام وكافة أشكال الاحتجاج السلمي الأخرى».

#### تعذيب الشباب
قالت أهداف سويف، إنه لا تزال هناك ثغرة واضحة بين الخطاب الرسمي وحقيقة استمرار التعذيب في السجون حتى بعد ثورة يناير.
وأوضحت في لقاء ببرنامج «آخر كلام» على قناة «أون تي في» مع الإعلامي يسري فودة في مارس 2014، إن التشريع تجاهل تعريف التعذيب بالمعايير الدولية، وقصره على حالات انتزاع الاعتراف، ما جعل التعذيب لـ«التسلية» أو التنكيل ليس بتعذيب وفق القانون.
ونوهت «سويف» إلى وجود حالات للتعذيب على يد رجال الأمن بعد الثورة، مشيرةً إلى وفاة عصام عطا في السجن بعد الثورة بسبب التعذيب، وبكاء الشباب المُعتقل أمام وكيل النيابة لمنع عودتهم للحبس وما يتعرضون له فيه من اعتداءات.
وفيما يتعلق بقضية علاء عبد الفتاح، أوضحت إنه لم يتم التحقيق في أي من الشكاوى التي تم تقديمها بشأن حبسه بشكل غير قانوني، وإن ما يعانيه بات يعانيه آخرون حتى باتت سمة العصر «الحرب على الشباب».

ارتكبها جيش الاحتلال ضد عائلة الدلو في غزة، 2012

### القضية الفلسطينية
في 16 نوفمبر 2012، نشرت صحيفة «الغارديان» مقالاً للكاتبة أهداف سويف بعنوان «غزة ليست وحدها»، تقول فيه إن «شعوب الدول العربية التي شهدت ثورات الربيع العربي تطالب اليوم بحقوق فلسطين أيضاً».
وأضافت سويف «الفلسطينيون في قطاع غزة يتواصلون مع أصدقائهم في جميع أنحاء العالم وعلى الأخص أولئك في الدول العربية بالصوت والصورة عبر مواقع التواصل الاجتماعي وهم يسجلون كل ما يجري في غزة بالصوت والصورة ويرسلونه اليهم».
واشارت سويف إلى "أنها شاهدت على إحدى المدونات صورتين للطفلة الفلسطينية رنان عرفات التي قتلت بالقذائف الإسرائيلية[ ؟ ]، وظهرت في الصورة الأولى طفلة غاية في الجمال، تزدان ضفائرها بشرائط خضراء شبيهة بلون عينيها الخضراوين، وصورة أخرى لرنان وهي جثة متفحمة جراء سقوط إحدى القذائف الإسرائيلية على غزة".
وقالت سويف: إن«جثة رنان ترقد في مستشفى الشفاء في غزة، وهي المستشفى الذي زاره رئيس الوزراء المصري هشام قنديل -في عهد مرسي- في أول زيارة لرئيس وزراء مصري منذ 42 عاماً»، مشيرة إلى أن «قنديل كان أول مسئول مصري رسمي يقول الحقيقة عندما قال إنه يتكلم باسم الشعب المصري، كما أنه ذكر الشعب المصري في خطابه قبل ذكر رئيس الجمهورية المصرية».
واخيرًا، ترت سويف أن" [[الإسرائيليين]] يذكرون العالم أجمع بأن إسرائيل دولة ديمقراطية يقوم فيها الساسة بسفك دماء الأطفال لخدمة أهدافهم الانتخابية. ورأت أن "في جميع الدول العربية التي هب مواطنوها للمطالبة بحقوقهم خلال ثورات الربيع العربي، انتفضت الآن للمطالبة بحقوق الفلسطينيين أيضًا .. فأعلنت تونس عن توجه وزير خارجيتها إلى غزة.. وفي الأردن، بينما كان يطالب المتظاهرون بإسقاط النظام هناك نوفمبر 2012، كانوا يطالبون بتحقيق العدل[ ؟ ] لأقرانهم في غزة.. كما خرج العديد من المتظاهرين دعماً للفلسطينيين في ليبيا.. وفي مصر، توجه العديد من المصريين إلى رفح[ ؟ ] دعماً للفلسطينيين".

## أسرتها
تعيش سويف بين القاهرة ولندن بصحبة ولديها عمر وإسماعيل من زوجها الشاعر والناقد الإنجليزي أيان هاملتون والذي توفى سنة 2001 بعد صراع مع مرض السرطان.

## وصلات خارجية
- موقع أهداف سويف الرسمي
- جريدة الشروق: مقالات أهداف سويف
- مقالات أهداف سويف بصحيفة الغارديان (بالإنجليزية)
- Ahdaf Soueif. The Man Booker Prize Website
- روهان ميتزن: أهداف سويف... روائية في ميدان التحرير
- Biography and critical perspective, British Council
- Diary of an Egyptian Rebel, The Guardian, 4 February 2011.
- صحيفة الأخبار: أهداف سويف.. عابرة «خرائط الحب» تهزأ والمحظورات[وصلة مكسورة]
- جريدة الجريدة: خارطة الحب لأهداف سويف... خروج على النمطيّة